# Anton Viktor Wyrobisch
Anton Viktor Wyrobisch (* 1948 in Dobrzen Wielki) ist ein deutsch-polnischer Theologe und ehemaliger Lehrer; er setzt sich seit über 30 Jahren für den Austausch und die Völkerverständigung zwischen Deutschland und Polen ein und erhielt am 6. Oktober 2014 für seine Arbeit als Landeskoordinator der UNESCO-Projektschulen in Rheinland-Pfalz das Bundesverdienstkreuz.

## Leben
Wyrobisch studierte Theologie und war in der Folge Religionslehrer am Auguste-Viktoria-Gymnasium in Trier. Dort war er seit 1997 auch Landeskoordinator für UNESCO-Projektschulen in Rheinland-Pfalz. Wyrobisch war eines der Gründungsmitglieder der Deutsch-Polnischen Gesellschaft Trier und ist deren Erster Vorsitzender. Auch darüber hinaus veranstaltete er über viele Jahre den Schüleraustausch zwischen dem Auguste-Viktoria-Gymnasium und dem XII. Allgemeinbildenden Lyzeum in Krakau.
Zudem engagiert er sich für den Erhalt der barocken Welschnonnenkirche in der Trierer Flanderstraße. Seit 2012 ist Anton Viktor Wyrobisch Präfekt der Marianischen Bürgersodalität Trier 1610 e.V., die im Besitz der Welschnonnenkirche ist.

## Zitate
„Wir sind Freunde der Welschnonnen, wir lassen unser Erbe nicht verkommen!“

## Ehrungen
Anton Viktor Wyrobisch wurde am 15. Mai 2009 das Kavalierkreuz des polnischen Verdienstordens vom Generalkonsul der Republik Polen in Köln, Herrn Andrzej Kaczorowski, verliehen. Am 21. Juni 2021 wurde dem Theologen das Kavalierkreuz des luxemburgischen Verdienstordens von Luxemburgs Kulturministerin Sam Tanson im Namen des Großherzogs von Luxemburg überreicht.
Zudem erhielt Wyrobisch am 6. Oktober 2014 das Verdienstkreuz am Bande im Namen des Bundespräsidenten Joachim Gauck.